# Anda (Noorwegen)
Anda is een eiland in de gemeente Øksnes, Nordland in Noorwegen. Het eiland maakt deel uit van de eilandengroep Vesterålen, en ligt 5 kilometer ten noorden van het dorp Stø op het eiland Langøya, en 14 kilometer ten westen van het eiland Andøya.
Het eiland is 800 meter lang en heeft een oppervlakte van 15 hectare. Op het eiland staat een monumentale vuurtoren, die in 1987 als laatste Noorse vuurtoren geautomatiseerd werd. Tot dan toe werd de vuurtoren bemand. Sinds 2002 is het gehele eiland een nationaal beschermd natuurgebied (IUCN categorie Ia). Het eiland is een belangrijke broedplaats voor papegaaiduikers. Andere vogels die er nesten zijn onder andere de drieteenmeeuw, alk, kuifaalscholver, zilvermeeuw, en zwarte zeekoet. Hiernaast is er een grote zeehondenkolonie op het eiland.